# 中国公
中国公是大理国丞相高氏的世袭爵位。根据姚安土司高奣映的说法，中国公高氏的祖先是越巂夷王高定。但根据《南诏野史》的说法，高氏祖先为高方，在段思平夺取皇位期间起着重要作用，被封为岳侯。1063年，高方的后裔高智昇因平定杨允贤的叛乱有功，被大理皇帝段思廉封太保、德侯，赐白崖、和甸地（今云南弥渡一带），不久又封为统矢（今姚安）首领，封善阐侯，控制了今云南中部至东部的广大土地。高智昇致仕后，由高昇泰继任丞相，高昇泰让他的弟弟高昇祥前往善阐，控制滇东，自己则控制滇西。此后，原本最为强大的杨氏集团受到打击，高氏权倾一时。大理皇帝都对高氏有畏惧之心。1094年，高昇泰最终废黜皇帝段正明，改国号为大中，自立为帝。不过两年之后，由于高昇泰无法控制政局，遗命儿子高泰明还政于段氏。段正淳即位后，任命高泰明为相国，封中国公。此后，高昇泰的后裔世袭为相国，并封为中国公一职。此后的大理国，虽然段氏为皇帝，但徒有虚名且十分贫弱，一切事务由中国公高氏管理。国人称中国公高氏为“高国主”。高氏的子孙都被分封到各地去当太守。不过后来大理的高氏分为高昇泰、高昇祥2系，高昇祥据滇东，不臣服于执掌朝政的中国公。中国公家族也为继承相位产生过激烈的冲突。1253年，蒙古入侵大理。末代中国公高泰祥率兵抵抗被俘，斩于大理城的五华楼下。姚安、鹤庆、永胜土司都是高氏的后裔。

## 中国公世系
| 代 | 谥号               | 姓名     | 统治时间       |
| -- | ------------------ | -------- | -------------- |
|    |                    | 高泰明   | 1096年－1116年 |
|    |                    | 高泰运   | 1116年－1119年 |
|    |                    | 高明顺   | 1119年－1129年 |
|    |                    | 高顺贞   | 1129年－1141年 |
|    |                    | 高量成   | 1141年－1150年 |
|    |                    | 高贞寿   | 1150年－1162年 |
|    |                    | 高寿昌   | 1162年－1174年 |
|    | 義地威天聰明仁皇帝 | 高貞明   | 1174年         |
|    |                    | 高寿昌   | 1174年－1176年 |
|    |                    | 高观音妙 | 1176年－1189年 |
|    |                    | 高观音政 | 1189年－1212年 |
|    |                    | 高阿育   | 1212年－1225年 |
|    |                    | 高逾城隆 | 1225年－1237年 |
|    |                    | 高泰祥   | 1237年－1253年 |